# روجر مارتينيز
روجر مارتينيز (بالإسبانية: Roger Beyker Martínez)‏ (23 يونيو 1994 بكارتاهينا في كولومبيا - ) هو لاعب كرة قدم كولومبي في مركز الهجوم. شارك مع منتخب كولومبيا تحت 23 سنة لكرة القدم ومنتخب كولومبيا لكرة القدم. أما مع النوادي، فقد لعب مع نادي راسينغ وClub y Biblioteca Ramón Santamarina ‏ ونادي أتليتيكو ألدوسيفي.

## وصلات خارجية
- روجر مارتينيز على موقع قاعدة بيانات كرة القدم.إي يو (الإنجليزية)
- روجر مارتينيز على موقع ناشيونال فوتبول تيمز (الإنجليزية)
- روجر مارتينيز على موقع Soccerway.com (الإنجليزية)
- روجر مارتينيز على موقع AS.com (الإسبانية)